# そこにある詩
『そこにある詩』（そこにあるうた）は、EARTHSHAKERの14枚目のオリジナル・アルバム。

## 概要
デビュー20周年を記念してリリースされたオリジナル・アルバムである。
新たな試みとして、曲のタイトルを全て日本語にしている。

## 収録曲
（全作詞（特記以外）：西田昌史、全作曲（特記以外）：石原慎一郎）
1. 風の音
2. 強く咲け
  - 作曲：西田昌史
3. そこにある詩
4. 明日を指差す魂
5. 想いのかけら
  - 作詞：石原慎一郎
6. とどめの弾丸
7. ありったけの愛
8. 君へ...
  - 作詞・作曲：甲斐貴之
9. 百戦錬磨のヒーロー
  - 作詞：石原慎一郎
10. さだめ
  - 作曲：西田昌史